# Gallium(III)-iodid
Gallium(III)-iodid ist eine anorganische chemische Verbindung des Galliums aus der Gruppe der Iodide.

## Gewinnung und Darstellung
Gallium(III)-iodid kann durch Reaktion von Gallium mit Iod gewonnen werden.
{\displaystyle \mathrm {2\ Ga+3\ I_{2}\longrightarrow 2\ GaI_{3}} }

## Eigenschaften
Gallium(III)-iodid ist ein hellgelber, an der Luft rauchender, hygroskopischer und kristalliner Feststoff. Seine Schmelze ist orangebraun. Im Gaszustand erfolgt eine weitgehende Dissoziation zu Monomeren. Im festen Zustand liegt sie als Dimer Ga2I6 vor. Die Verbindung kristallisiert monoklin in der Raumgruppe P21/c (Raumgruppen-Nr. 14) mit den Gitterparametern a = 9,584 Å, b = 6,084 Å, c = 11,839 Å und β = 107,78°. Eine orthorhombische Kristallstruktur mit der Raumgruppe Cmcm (Nr. 63) ist ebenfalls bekannt.